# ماهیچه بالابرنده گوشه دهان
ماهیچه بالابرنده گوشه دهان (انگلیسی: Levator anguli oris) کار بالا کشیدن گوشه دهان را برعهده دارد.
خاستگاه آن گودی انیابی آرواره زیرین، پیوندگاه آن ماهیچه گرد دهان، پوست گوشه دهان و عصب‌گیری‌اش از عصب چهره‌ای (فاسیال) است.